# Pleospora drummondii
Pleospora drummondii är en svampart som beskrevs av Nirenberg & Plate 1983. Pleospora drummondii ingår i släktet Pleospora och familjen Pleosporaceae.   Inga underarter finns listade i Catalogue of Life.